# Henry William Hoffman
Henry William Hoffman (ur. 10 listopada 1825 w Cumberland, Maryland, zm. 28 lipca 1895 w Cumberland, Maryland) – amerykański polityk i prawnik.
W latach 1855–1857 przez jedną kadencję Kongresu Stanów Zjednoczonych był przedstawicielem piątego okręgu wyborczego w stanie Maryland w Izbie Reprezentantów Stanów Zjednoczonych.